# Teatro Al Hirschfeld

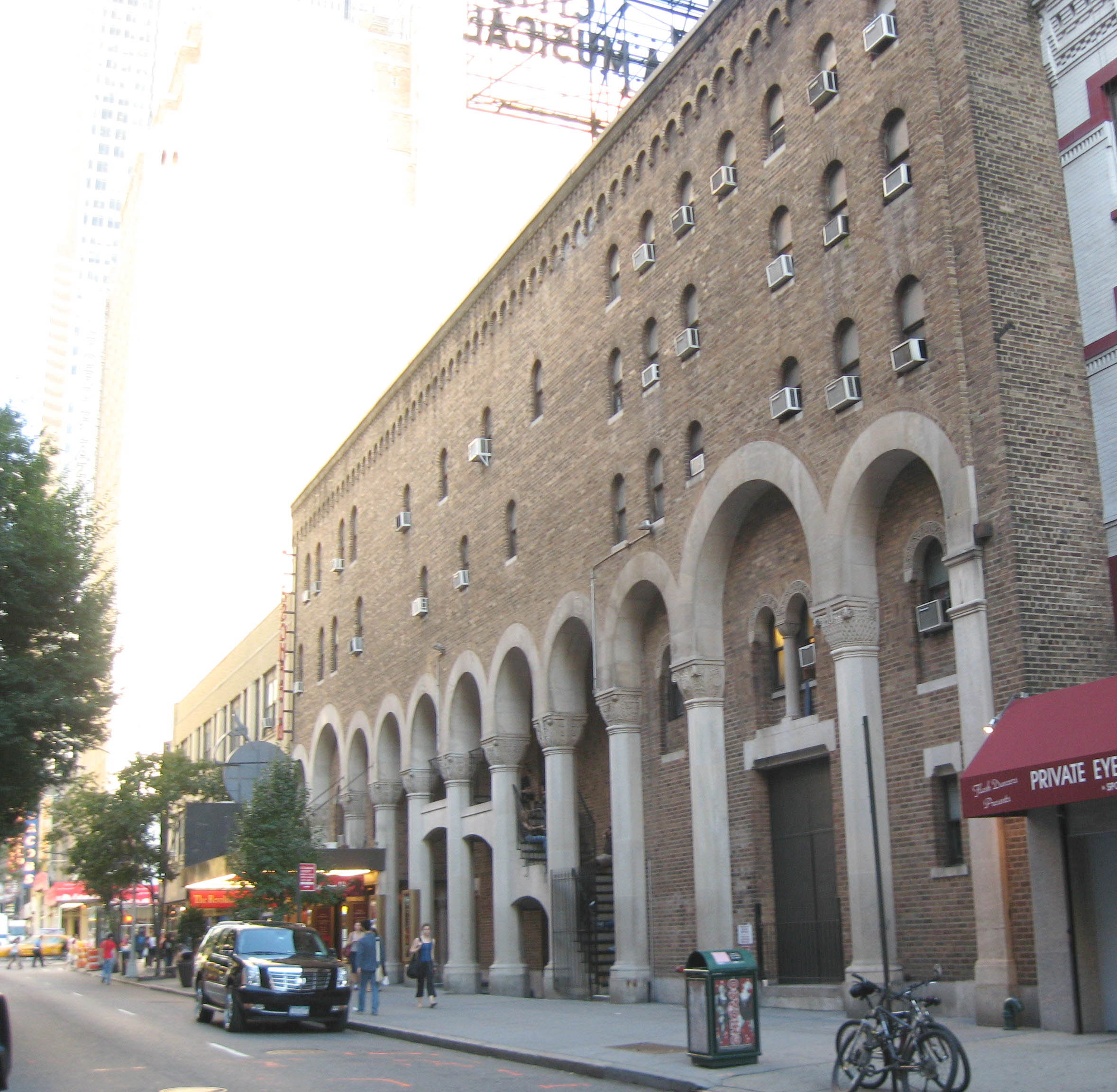
Fachada do teatro

Al Hirschfeld Theatre é um teatro situado na Broadway, Manhattan, Nova Iorque. Seu endereço é 302 West 45th Street.
Projetado pelo arquiteto G. Albert Lansburgh para o produtor de vaudeville Martin Beck, ele foi inaugurado com o nome de Martin Beck Theatre em 11 de novembro de 1924, com a produção Madame Pompadour e era, em sua época, o unico teatro nova-iorquino que seu proprietário tinha a posse definitva, sem pagamento de hipoteca.
Ele foi construído para ser o mais opulento teatro da época, com vestiários para duzentos atores e tem capacidade para 1.292 lugares para peças e 1.282 para musicais. Entre os atores e atrizes famosos que por lá se apresentaram encontram-se Basil Rathbone em 1934, Paul Newman em 1959, Elizabeth Taylor em 1981 e Christina Applegate em 2005.
Em 21 de junho de 2003 ele foi renomeado como Al Hirschfeld Theatre, em homenagem ao caricaturista famoso por seus desenhos de celebridades da Broadway durante setenta e cinco anos, e foi reinaugurado em 23 de novembro do mesmo ano com uma remontagem de Wonderful Town.